# 李洁之

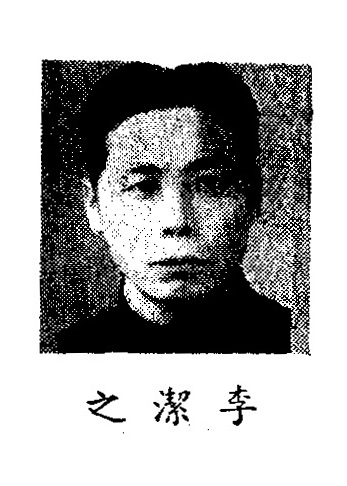

李洁之（1900年—1994年），男，广东兴宁人，中国军事人物、政治人物，曾任广东省政协副主席，广东省人民政府参事室主任。

## 生平
1919年，李潔之毕业于阳江军士教练所。1921年，他从粤军第一师选入孙中山大元帅府警卫部队。1932年任虎门要塞少将司令。1936年任广东省会警察局局长。
1949年后他曾任廣東省水利廳副厅长。1979年，他被委任为广东省人民政府参事室主任。1983年4月，他成为廣東省政协副主席，并任文史资料研究委员会主任。
1994年，李潔之病逝。